# 4-група Кляйна
4-група Кляйна є найменшою нециклічною групою. Названа на честь німецького математика Фелікса Кляйна оскільки вона зустрічається в його роботі «Vorlesungen über das Ikosaeder und die Auflösung der Gleichungen vom fünften Grade» 1884 року.

## Визначення
4-групою Кляйна називається прямий добуток {\displaystyle Z_{2}\times Z_{2}} двох циклічних груп порядку 2, чи будь-яка ізоморфна група. Дана група має чотири елементи. Порядок кожного елемента за винятком одиничного рівний 2. Якщо позначити елементи групи (1,i, j,k) то таблиця Келі даної групи матиме вигляд:
| * | 1 | i | j | k |
| - | - | - | - | - |
| 1 | 1 | i | j | k |
| i | i | 1 | k | j |
| j | j | k | 1 | i |
| k | k | j | i | 1 |
Як і будь-яка інша група 4-група Кляйна є підгрупою групи перестановок. Її циклічний запис:
V4 = { (1), (12)(34), (13)(24), (14)(23) }

## Властивості
- 4-група Кляйна є єдиною нециклічною групою порядку 4.